# Казаков, Михаил Владимирович
Михаи́л Влади́мирович Казако́в (род. 15 сентября 1976, Димитровград, Ульяновская область) — российский оперный певец (бас), солист Большого театра (с 2001 года). Заслуженный артист России (2008).

## Биография
Родился 15 сентября 1976 года в Димитровграде Ульяновской области. В 1995 году окончил дирижёрско-хоровое отделение Димитровградского музыкального училища. В 1999 году начал принимать участие в конкурсах, стал лауреатом международных фестивалей России, Греции, Франции, на Международном конкурсе М. Глинки получил Гран-При. В этом же году стал солистом Татарского академического государственного театра оперы и балета им. Мусы Джалиля.
В 2001 году Михаил Владимирович закончил дирижёрский и вокальный факультеты Казанской государственной консерватории им. Н. Г. Жиганова (класс профессора Галины Ластовки) и был принят в труппу Большого театра. Одновременно с этим он по-прежнему оставался солистом театра им. Мусы Джалиля. В 2003 году певец окончил ассистентуру-стажировку по специальности «Академическое пение» той же консерватории (класс проф. Галины Трофимовны Ластовки).
В 2004 году вёл активную гастрольную деятельность за рубежом. Так, он дебютировал в Венской государственной опере, исполнив партию Командора в опере «Дон Жуан» Вольфганга Амадея Моцарта (дирижировал Сейджи Озава, партию Донны Анны исполнила Анна Нетребко). В том же году выступил в Дрезденской опере в спектакле «Дон Карлос» Джузеппе Верди исполнив партию Великого инквизитора. По приглашению Пласидо Доминго спел Феррандо в опере «Трубадур» Джузеппе Верди на сцене Вашингтонской оперы. В этом же году исполнил партию Гремина в опере «Евгений Онегин» П. И. Чайковского и Рамфиса в опере «Аида» Джузеппе Верди на сцене Рейнской оперы.
На 2024 год артист ведёт активную творческую и гастрольную жизнь: он выступает на сценах России и Европы, в том числе в залах ЮНЕСКО и Европейского парламента
Михаил Казаков постоянный участник правительственных концертов в России и за рубежом, таких как: торжественный концерт в Константиновском дворце к саммиту Большой восьмёрки и встреч глав СНГ; инаугурация Президента РТ; гала-концерт мастеров искусств в рамках саммита глав и правительств СНГ, приуроченного к 1000-летию г. Казани; новогодние приёмы Президента РФ В. В. Путина в 2010 и 2012 годах в Московском Кремле; концерт мастеров искусств к Дню России в Белграде и к юбилею ГКД в 2011 году; официальная встреча Президента РФ В. В. Путина в Усадьбе Майендорф Московской обл.; патриаршие концерты Московского Кремля и Зала Церковных Соборов Храма Христа Спасителя; Дни культуры РФ в Китае, Болгарии, Украине, Германии; концерты на приёмах посольств Финляндии, Чехии, Германии, Норвегии, Великобритании, Китая, Болгарии, Сербии, Канады и к юбилеям Великой Отечественной войны в Большом театре.

### Педагогическая деятельность
С 2001 по 2013 год был преподавателем Казанской государственной консерватории. С 2019 году является педагогом в Московском государственном музыкальном институте им. А. Г. Шнитке. Среди его учеников Константин Бржинский — солист театра «Геликон Опера». Проводит мастер-классы в разных городах России. 

## Репертуар
Большой театр:
- 2001 — князь Юрий Всеволодович («Сказание о невидимом граде Китеже и деве Февронии» Н. А. Римского-Корсакова)
- 2002 — Хан Кончак («Князь Игорь» А. П. Бородина в постановке Леонида Баратова, 1953 г.)
- 2002 — князь Гремин («Евгений Онегин» П. И. Чайковского в постановке Бориса Покровского, 1944 г.)
- 2003 — Борис Годунов («Борис Годунов» М. П. Мусоргского в постановке Леонида Баратова, 1948 г.)
- 2003 — Банко («Макбет» Джузеппе Верди)
- 2004 — Досифей («Хованщина» М. П. Мусоргского)
- 2005 — Кутузов («Война и мир» С. С. Прокофьева)
- 2006 — Захария («Набукко» Джузеппе Верди)
- 2006 — князь Гремин («Евгений Онегин» П. И. Чайковского в постановке Дмитрия Чернякова)
- 2007 — Борис Годунов («Борис Годунов» М. П. Мусоргского в постановке Александра Сокурова)
- 2013 — князь Игорь Святославич («Князь Игорь» А. П. Бородина в постановке Юрия Любимова)
- 2015 — король Рене («Иоланта» П. И. Чайковского)
- 2016 — Лепорелло («Каменный гость» А. С. Даргомыжского)
- 2018 — дон Базилио («Севильский цирюльник» Джоаккино Россини)
- 2019 — Водяной («Русалка» А. Дворжака)

Остальной репертуар:
- Мефистофель («Мефистофель» Арриго Бойто)
- Аттила («Аттила» Джузеппе Верди)
- Великий инквизитор («Дон Карлос» Джузеппе Верди)
- Дон Руис Гомес де Сильва («Эрнани» Джузеппе Верди)
- Рамфис («Аида» Джузеппе Верди)
- Феррандо («Трубадур» Джузеппе Верди)
- Филипп («Дон Карлос» Джузеппе Верди)
- Монтероне, Спарафучиль («Риголетто» Джузеппе Верди)
- Раймонд («Лючия ди Ламмермур» Гаэтано Доницетти)
- Коллен («Богема» Джакомо Пуччини)
- Мельник («Русалка» А. С. Даргомыжского)
- Пимен («Борис Годунов» М. П. Мусоргского)
- Иван Хованский («Хованщина» М. П. Мусоргского)
- Алеко, Старый цыган («Алеко» С. В. Рахманинова)
- Барон («Скупой рыцарь» С. В. Рахманинова)
- Собакин («Царская невеста» Н. А. Римского-Корсакова)

## Награды
- 1999 — II Премия на Конкурсе молодых оперных певцов Елены Образцовой
- 1999 — Гран при на XVIII Международном конкурсе вокалистов им. М. И. Глинки
- 2000 — Гран при на Международном конкурсе вокалистов в Тулузе
- 2001 — II Премия на Международном конкурсе вокалистов им. Марии Каллас в Афинах
- 2002 — I Премия и Золотая медаль на XII Международном конкурсе им. П. И. Чайковского
- 2002 — Стал обладателем премий фонда Ирины Архиповой, Союза театральных деятелей России, международного Пушкинского фонда
- 2002 — I Премия на Китайском международном конкурсе вокалистов в Пекине
- 2003 — Народный артист Республики Татарстан
- 2005 — Президентом РФ В. В. Путиным награждён памятной медалью «1000-летие Казани»
- 2006 — За личный вклад и пропаганду классического музыкального искусства получил благодарственное письмо от Президента Якутии
- 2008 — Заслуженный артист РФ[4][5]
- 2013 — Президентом РФ В. В. Путиным награждён памятной медалью за успешную подготовку и участие в культурной программе «Универсиады»

Михаил Казаков имеет благодарственное письмо от Президента Российской Федерации Владимира Владимировича Путина.